# Phillips Idowu
Phillips Idowu, född 30 december 1978 i London, är en brittisk friidrottare som tävlar i tresteg.
Idowus första mästerskapsfinal var finalen vid Olympiska sommarspelen 2000 då han slutade på en sjätte plats med ett hopp på 17,08. Han var även i final vid VM 2001 där han blev nia med ett längsta hopp på 16,60. Hans stora genombrott kom när han slutade tvåa vid Samväldesspelen 2002 efter landsmannen Jonathan Edwards. Han noterade 17,68 vilket blev ett nytt personligt rekord utomhus.
En knäskada gjorde att Idowu inte kunde delta under 2003. Han var tillbaka till Olympiska sommarspelen 2004 då han hoppade 17,33 i kvalet vilket var det fjärde längsta hoppet i kvalet. I finalen misslyckades han grovt och fick inte ett enda godkänt hopp och slutade sist. 
Vid Samväldesspelen 2006 vann han guld med ett hopp på 17,45. Han följde upp detta med att bli femma vid EM 2006 i Göteborg, denna gång med ett längsta hopp på 17,02.
Under 2007 blev han europamästare inomhus efter sin seger vid EM i Birmingham med ett hopp på 17,56. Emellertid blev han bara sexa vid VM utomhus i Osaka, nu med ett längsta hopp på 17,09. 
Under 2008 vann han guld vid VM-inomhus efter att ha hoppat hela 17,75 vilket är längre än han någonsin gjort utomhus. Samma år blev han silvermedaljör vid Olympiska sommarspelen 2008 i Peking efter att ha hoppat 17,62. Den enda som kunde slå honom var Nelson Évora som hoppade fem centimeter längre. 
Vid VM 2009 noterade han ett nytt personligt rekord utomhus i finalen då han hoppade 17,73 meter vilket räckte till guld.